# مانويل فيلار
مانويل فيلار (بالبرتغالية: Manoel Villar‏) هو سباح برازيلي، ولد في 21 نوفمبر 1912 في البرازيل، وتوفي في 15 أكتوبر 2012.

## روابط خارجية
- مانويل فيلار على موقع الاتحاد الدولي للسباحة (الإنجليزية)
- مانويل فيلار على موقع أوليمبيديا (الإنجليزية)